# Freddy Lino
 (septembre 2022).
Pour les articles homonymes, voir Lino.
Freddy Lino est un animateur télévision et radio, maître de cérémonie (MC) et entrepreneur burkinabé,.

## Biographie
Freddy Lino, à l'état civil Guibré Frédéric Lino est un comptable de formation devenu homme de médias par passion. Il est animateur télé/radio, maître de cérémonie et observateur pour France 24 au Burkina Faso. Habitué à animer des mariages, il fait ses premiers pas dans l'animation en 2015 avec le Telmob Barka Tour. Une caravane de la société de téléphonie mobile du Burkina Faso (TELMOB) qui a fait sa tournée dans des villes comme Orodara, Gorom Gorom, Dori, Ouagadougou, Pô, Tenkodogo et Nouna ,,.

## Distinctions et récompenses
En 2021, il a été distingué comme l'une des 12 personnalités culturelles de l'année (PCA) au Burkina Faso dans la catégorie des maîtres de cérémonie.